# Asisyra
Asisyra là một chi bướm đêm thuộc họ Noctuidae.